# Куклянка
Кукля́нка — река на Дальнем Востоке России.
Река протекает по территории Чаунского района Чукотского автономного округа. Длина реки — 26 км, площадь водосборного бассейна 73,6 км².
Название произошло от ительм. кавелю, трансформировавшейся в русское «куклянка» или «кухлянка» — нераспашная (рубахой) верхняя одежда, вместо шубы, из оленя или пыжика, особый вид верхней меховой одежды северных народов.
Берёт истоки на северных склонах горы Центральная, плавно загибая дугу, протекает в северо-восточном направлении по территории Чаунской низменности (в низовьях в окружении болот), впадает в Конэваам слева.
В Куклянку впадает ручей Норка.
Вблизи реки находится горняцкий посёлок Бараниха. В верховьях активно разрабатывается россыпное месторождение золота.